# خربه المعزه
خربه المعزه (به عربی: خربة المعزة) یک منطقهٔ مسکونی در سوریه است که در استان طرطوس واقع شده‌است. خربه المعزه ۴٬۷۹۸ نفر جمعیت دارد.